# Bostad med särskild service
En bostad med särskild service (BmSS), ofta kallat LSS-boende, är en typ av bostad som är anpassad för personer med fysiska eller psykiska funktionsnedsättningar. Bostäder med särskild service hanteras av socialtjänsten i Sveriges kommuner i enlighet med bestämmelser i Lagen om stöd och service till vissa funktionshindrade (LSS). Den fullständiga beteckningen är bostad med särskild service för vuxna enligt LSS. En sådan bostad kan utformas som:
- Gruppbostad
- Servicebostad
- Annan särskilt anpassad bostad

Begreppet bostad med särskild service används även om en annan typ av boende som regleras av LSS, nämligen boende i familjehem eller bostad med särskild service för barn eller ungdomar som behöver bo utanför föräldrahemmet.

## Definitioner
Gruppbostad och servicebostad är två olika former av bostad med särskild service (BmSS). Att bo i en BmSS är, i likhet med grundprincipen med LSS, frivilligt för den enskilde. I en BmSS ingår fast bemanning, vilket däremot inte gäller boendeformen annan särskilt anpassad bostad. I en BmSS ingår också omvårdnad, fritidsverksamhet och kulturella aktiviteter.
En gruppbostad är ett bostadsalternativ för personer med ett omfattande tillsyns- och omvårdnadsbehov där stöd kan ges alla tider på dygnet av en fast, kollektiv bemanning. En servicebostad består av ett antal lägenheter, som kan vara fler än i en gruppbostad, där de boende har tillgång till gemensam service och fast anställd personal. Exempel på stöd i vardagen för boende på en BmSS kan vara att sköta hygienen, klä på eller av sig, förflytta sig, handla och att kommunicera och umgås med andra människor.
Enligt Socialstyrelsen bör i regel endast tre till fem personer bo i en gruppbostad. Ytterligare någon boende bör kunna accepteras, men endast under förutsättning att samtliga personer som bor i gruppbostaden tillförsäkras goda levnadsvillkor. Dock är det i praktiken ofta fler än fem som bor i en gruppbostad. Antalet boende i en servicebostad är inte lika tydligt definierat, men bör enligt Socialstyrelsen "vara så begränsat att serviceboendet integreras i bostadsområdet och en institutionell boendemiljö undviks."
En BmSS får, enligt förarbetena till LSS, inte ha en "institutionell prägel". Den ska ligga i vanliga bostadsområden, inte i nära anslutning till en annan BmSS eller annan ickeordinär boendeform, och fungera som personens privata hem. Målet med BmSS är att personer med funktionsnedsättningar ska kunna leva och bo så likt andra människor som möjligt.

## Tillgång på bostäder med särskild service i Sverige
I Boverkets bostadsmarknadsenkät 2022 uppgav 152 av Sveriges 290 kommuner att de har brist på antingen gruppbostäder eller servicebostäder. Bristen på gruppbostäder är större än bristen på servicebostäder.
Underskottet på BmSS ökade under 2014–2018 och som mest hade 169 kommuner med underskott. Under åren 2019–2021 sjönk antalet kommuner med underskott till 124, för att sedan öka till 152 året därpå (2022). Samtliga högskolekommuner med färre än 75 000 invånare hade 2022 brist på BmSS. Bristen på BmSS leder till att många personer med funktionsnedsättning får vänta länge på att få en BmSS-bostad, ibland i flera år.
Kommuner kan tvingas betala vite för personer som fått vänta oskäligt länge på ett boende.